# Dary Holm
Dary Holm, nata Anna Maria Dorothea Meyer e conosciuta anche come Anni Holm (Amburgo, 16 aprile 1897 – Monaco, 29 agosto 1960), è stata un'attrice tedesca.

## Biografia
Dary Holm nacque ad Amburgo il 16 aprile 1897. Era sposata a Harry Piel, uno dei più popolari attori tedeschi di quel periodo.

## Filmografia
- Des Nächsten Weib, regia di Arthur Robison e Franz Seitz (1916)
- Im Rausche der Milliarden, regia di Josef Berger (1922)
- Das Wirtshaus im Spessart, regia di Adolf Wenter (1923)
- Die Frau aus dem Orient, regia di Wolfgang Neff (1923)
- Die Tragödie einer Liebesnacht, regia di Franz Osten (1924)
- Auf gefährlichen Spuren, regia di Harry Piel (1924)
- Der Mann ohne Nerven, regia di Gérard Bourgeois e Harry Piel (1924)
- Um eine Million, regia di Joseph Delmont (1924)
- Più presto della morte (Face à la mort), regia di Gérard Bourgeois e Harry Piel (1925)
- Avventura in direttissimo (Abenteuer im Nachtexpreß), regia di Harry Piel (1925)
- Der schwarze Pierrot, regia di Harry Piel (1926)
- Der Veilchenfresser, regia di Frederic Zelnik (1926)
- Die versunkene Flotte, regia di Graham Hewett e Manfred Noa (1926)
- Rätsel einer Nacht, regia di Harry Piel (1927)
- Jonny stiehlt Europa, regia di Harry Piel e Andrew Marton (1932)